# Kerria albizziae
Kerria albizziae är en insektsart som först beskrevs av Green 1911.  Kerria albizziae ingår i släktet Kerria och familjen Kerriidae. Inga underarter finns listade i Catalogue of Life.